# Försäkrings AB Heimdall
Försäkrings AB Heimdall var ett svenskt försäkringsbolag, grundat 1900.
Huvudkontoret låg i Stockholm, och man varverksom inom ansvarighets-, automobil-, garanti-, glas-, inbrotts-, olycksfalls-, rese-, resgods-, sjuk-, sjö-, transport-, vattenledningsskade-, och värdepostförsäkringar.
Bolaget köptes 1949 upp av Lifförsäkrings AB Thule som i sin tur 1963 uppgick i Skandia.

## Verställande direktörer
- 1900–1928 Josef af Sillén
- 1928–1939 Axel Österlöf